# Mallinella gongi
Mallinella gongi är en spindelart som beskrevs av Youhui Bao och Yin 2002. Mallinella gongi ingår i släktet Mallinella och familjen Zodariidae. Inga underarter finns listade i Catalogue of Life.